# San Pablo de León Cortés
San Pablo de León Cortés – miasto w Kostaryce, w prowincji San José.